# Смышляев, Федор Андреевич
Смышляев Федор Андреевич (05.09. 1913 — 07.09.1942, ст. Сиверская) — гвардии майор, советский лётчик штурмовой авиации, командир полка, участник Великой Отечественной войны. Награждён орденом Ленина.

## Биография
Родился в 1913 году в Горьковской области, Петровского района, село Смышляево. В РККА с 1934 года.
Проходил службу на командных летных должностях. Принимал участие в Великой Отечественной войне с первых дней будучи летчиком 15-го истребительного авиаполка. Первую воздушную победу одержал на И-153, сбив в воздушном бою двухмоторный тяжелый истребитель Messerschmitt Bf.110. После тяжелых боев полк выведен в Рязань на переформирование, а лейтенант Смышляев был направлен в 174-й штурмовой авиационный полк на штурмовики Ил-2. В январе 1942 года командир эскадрильи старший лейтенант Смышляев за проявленный героизм в разгроме немецко-фашистских захватчиков представлен к званию Герой Советского Союза.
В марте 1942 года полк преобразован в 15-й гвардейский штурмовой авиационный полк. В апреле 1942 года командир эскадрильи старший лейтенант Смышляев награждён высшей наградой страны — орденом Ленина. Летом 1942 года Смышляев назначен командиром 15-го гвардейского штурмового авиационного полка.
7 сентября 1942 года майор Ф. А. Смышляев, будучи ведущим полка, повел 2-ю эскадрилью полка на штурмовку аэродрома и железнодорожного моста в районе станции Сиверская. Истребительное прикрытие отсутствовало. Эскадрилья была атакована ещё до подхода к цели, на свой аэродром вернулся только один экипаж. Командир полка майор Ф. А. Смышляев от полученных ран, не приходя в сознание, скончался в немецком госпитале, располагавшемся на территории Дома отдыха «Лесное».
Похоронен в поселке Сиверский Гатчинского района Ленинградской области. В 70-е годы останки были перезахоронены в братскую могилу.

## Награды
- Орден Ленина
- Орден Красной Звезды